# NIPRNet
NIPRNet (acrónimo de Non-Secure Internet Protocol Router Network, en español «Red Insegura de Enrutado del Protocolo de Internet») es una red informática destinada al intercambio de información no clasificada pero sensible entre diferentes usuarios autorizados vía Internet. Comprende un conjunto de enrutadores IP mantenidos por el Departamento de Defensa de los Estados Unidos (DoD). NIPRNet fue creado por la Defense Information Systems Agency, abreviado DISA (en español, «Agencia de Sistemas de Información de Defensa») con el fin de sustituir a MILNET, que fuera la primera red de carácter militar.
NIPRNet no tiene parte común con la infraestructura de red Internet, pero sus datos pueden ser intercambiados con Internet a través de los medios de almacenaje de datos, tales como CD y USB. Permite una conectividad transparente aplicaciones informáticas que no están destinadas a operaciones militares. Las comunicaciones de SIPRNet, la red de comunicaciones cifradas, puede pasar y por ello se califican como SIPR over NIPR.